# Wilhelm Schanda
Wilhelm Schanda (* 24. Oktober 1856 in Leitmeritz; † 16. April 1888 in Welwarn) war ein österreichischer Dompteur, der traurige Berühmtheit dadurch erlangte, dass er durch seine Löwen getötet wurde.

## Leben und Wirken
Schanda stammte aus dem Königreich Böhmen und ließ sich zum Löwenbändiger ausbilden. Als solcher bestritt er zahlreiche Vorführungen, bis er im 32. Lebensjahr von seinen Löwen angegriffen wurde und verblutete. Die Schuld an dem Tod wurde bei einer späteren Untersuchung ihm selbst gegeben.